# FKトラヤル
フドバルスキ・クルブ・トラヤル（セルビア語: Фудбалски клуб Трајал, セルビア・クロアチア語: Fudbalski klub Trayal）は、セルビアのクルシェヴァツをホームタウンとするサッカークラブである。

## 歴史
1933年に創設された。
1970年代にクルシェヴァツのタイヤ製造会社トラヤルのクラブになった。

## 歴代所属選手
- ヴラダン・エレシン 2020